# Théâtre des Béliers parisiens
Théâtre des Béliers parisiens je soukromé divadlo nacházející se v Paříži v 18. obvodu na adrese 14 bis, rue Sainte-Isaure.

## Historie
Nejprve se v červnu 2000 nazývalo Sudden Théâtre, když jej koupil herec a režisér Raymond Acquaviva. Divadlo bylo v dnešní podobě otevřeno v září 2012 po velké rekonstrukci a vedou ho David Roussel, Arthur Jugnot, Frédéric Thibault a Florent Bruneau.